# Casa del Principe di Napoli

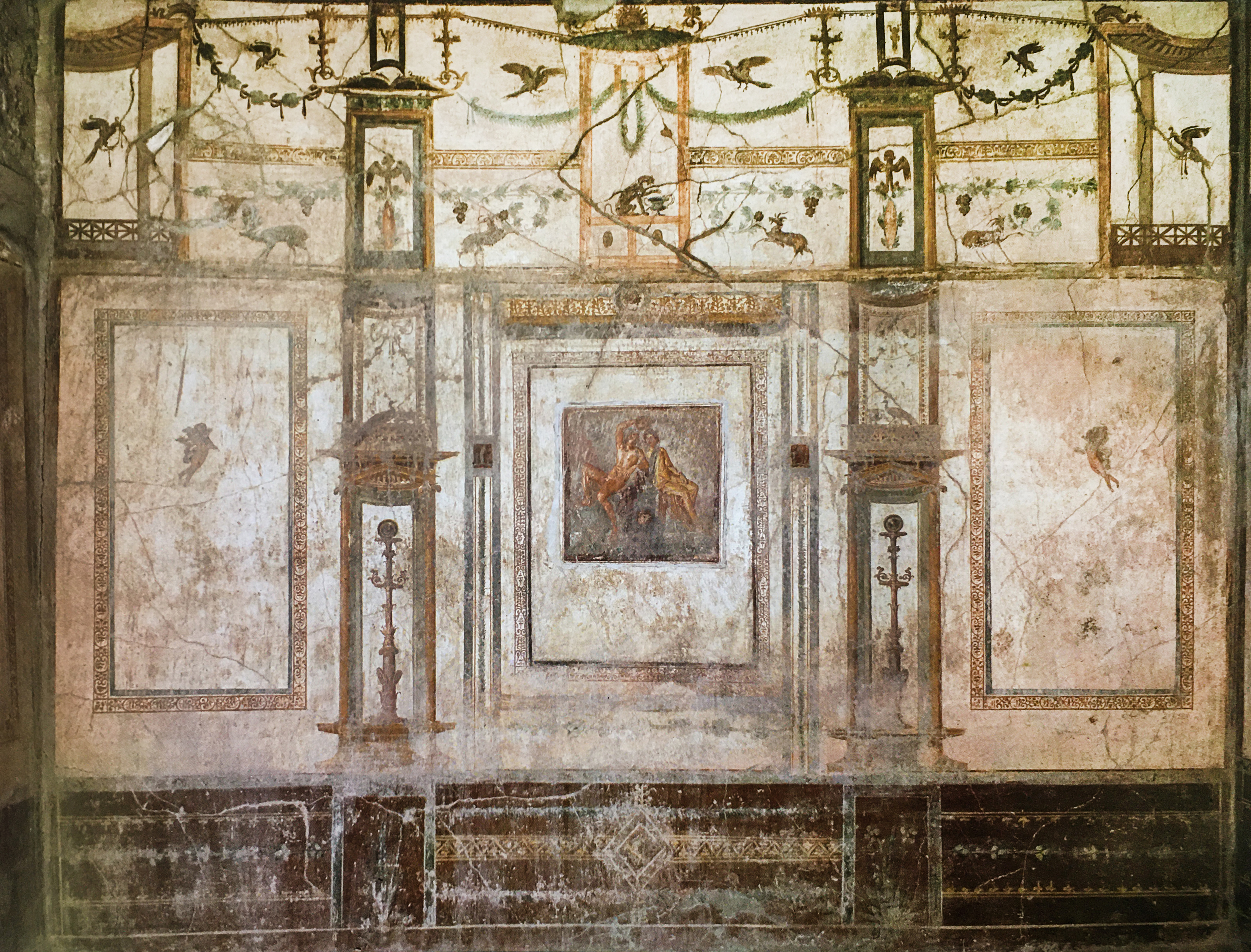
Malereien im Triclinium des Hauses

Die Casa del Principe di Napoli (Haus des Fürsten von Neapel) ist ein kleines Wohnhaus in Pompeji (VI 15, 8), das 1898 ausgegraben wurde. Das Haus ist zum großen Teil mit noch heute gut erhaltenen Wandmalereien dekoriert.

## Beschreibung
Das Haus wurde im Jahr 1898 unter der Leitung von Antonio Sogliano ausgegraben. Die Anwesenheit des Fürsten von Neapel, des späteren italienischen Königs Viktor Emanuel III., bei den Ausgrabungen, gab dem Haus seinen modernen Namen. Das relativ kleine Haus besitzt Fauces und dahinter ein Atrium, das sich auf der Südseite zu einem großen Raum öffnet, der wiederum neben einem Garten liegt. Im Garten befindet sich ein Lararium, das wie ein Tempel mit vier Säulen aufgebaut ist. Diverse Räume zeigen Malereien im 4. Stil. Es handelt sich meist um einfache Felderdekorationen mit einzelnen Figuren als schmückendes Beiwerk auf hellem Grund. Nur das Atrium zeigt in der Hauptzone eine sehr einfache Felderdekoration auf rotem Grund.
Im Sommertriclinium neben dem Garten ist die Bemalung aufwendiger; sie zeigt zentrale Felder mit den großen Figuren des Bacchus, in einem anderen Feld mit der Figur der Venus und in einem dritten Feld zwei kleine Eroten. Der Rest der Wände zeigt Architekturen. Besonders reich ist auch das Triclinium dekoriert, wo die Wände eine reiche Felderdekoration auf hellem Grund zeigen. Die Oberzone der Wand und Seitenfelder sind mit Architekturen ausgemalt. Der Raum besitzt einen Fußboden, der zum Teil in buntem Marmor ausgelegt ist. Mythologische Bilder befinden sich als zentrale Motive in den Feldern. Zwei Einzelbilder zeigen Perseus und Andromeda sowie Vernus und Adonis. Lawrence Richardson Jr. schreibt dieses Bild dem von ihm so genannten Adone-Ferito-Maler zu. Das Bild von Perseus und Andromeda zeigt beide eng beieinander sitzend. Perseus hält das Gorgonenhaupt hoch, das sich im Wasser vor den beiden widerspiegelt. Die Darstellung ist mehrmals in Pompeji belegt.

## Galerie

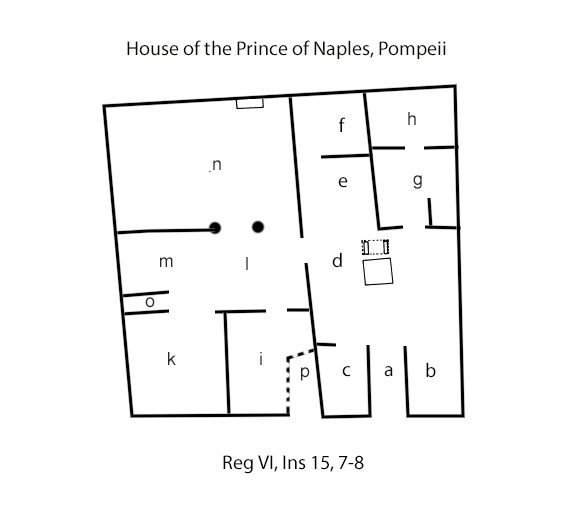
Grundriss
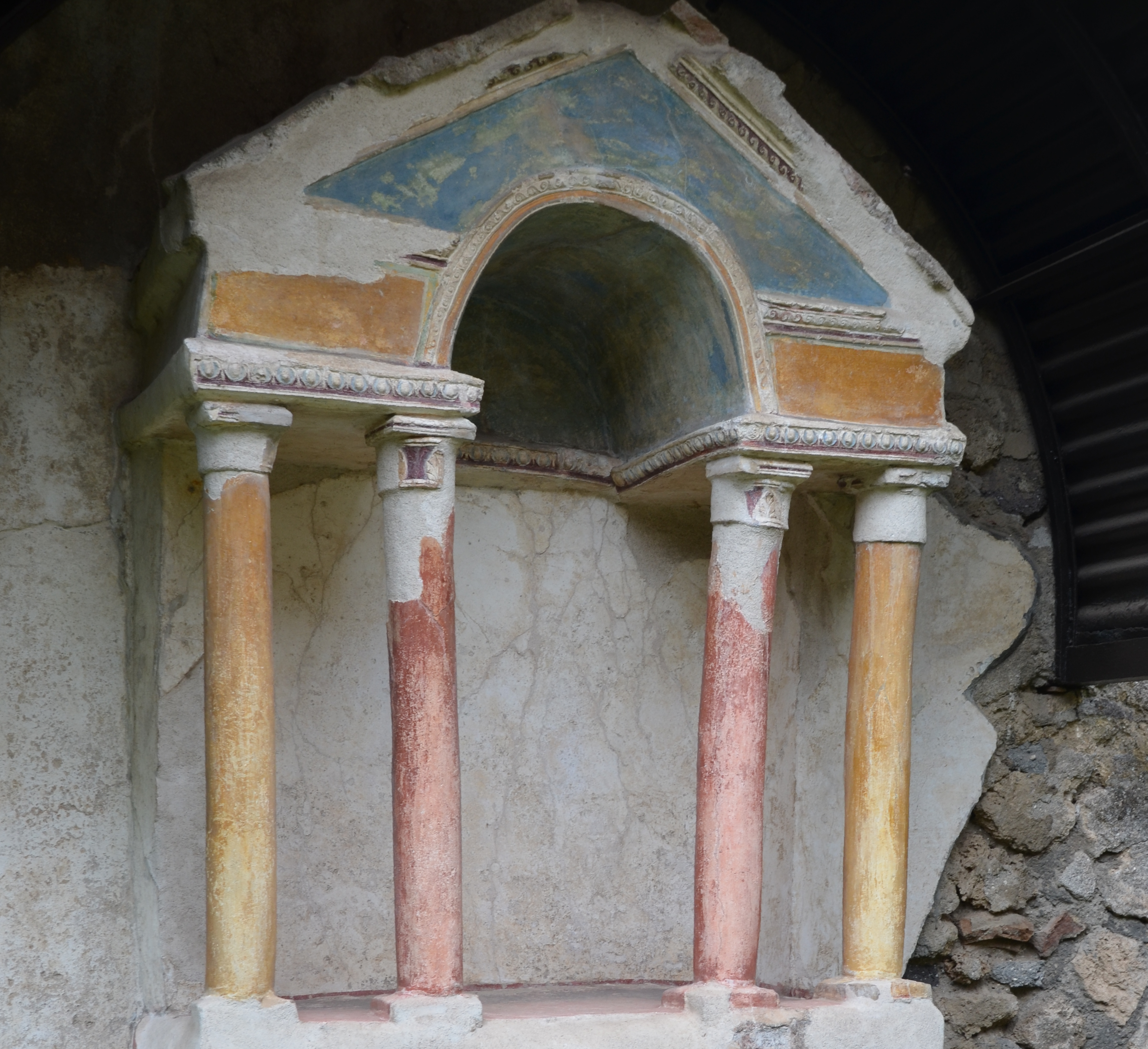
Lararium
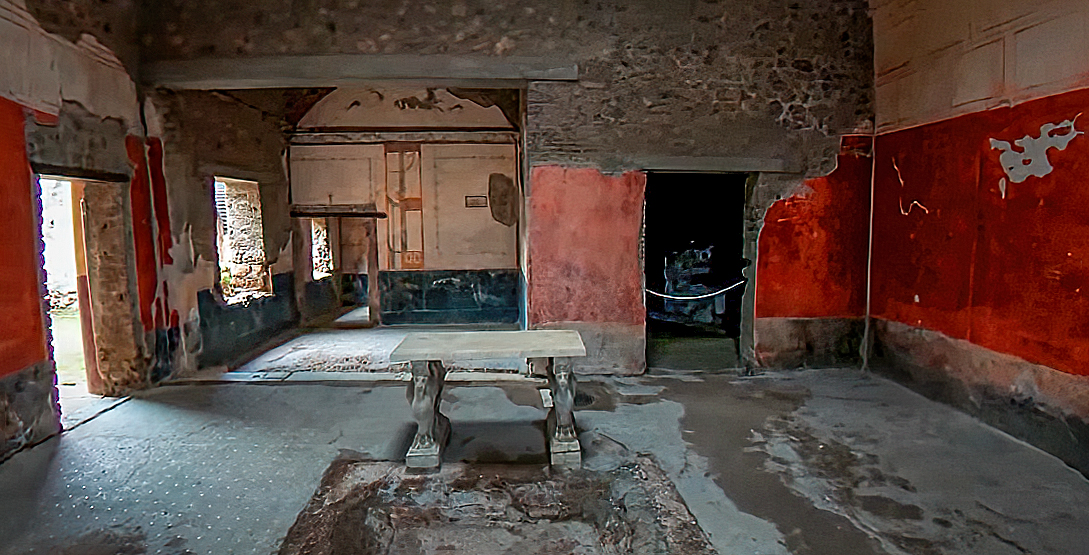
Atrium
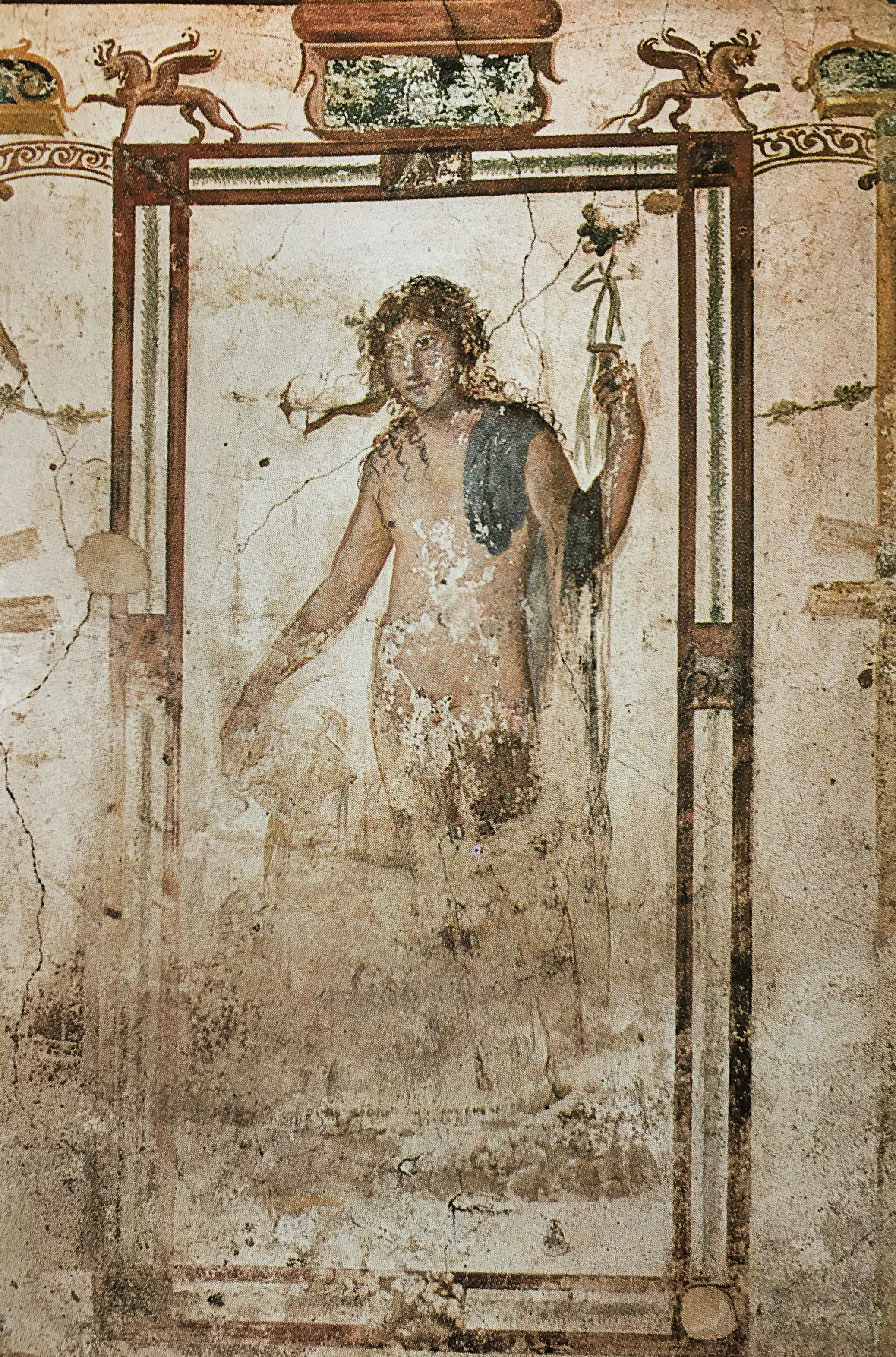
Bacchus
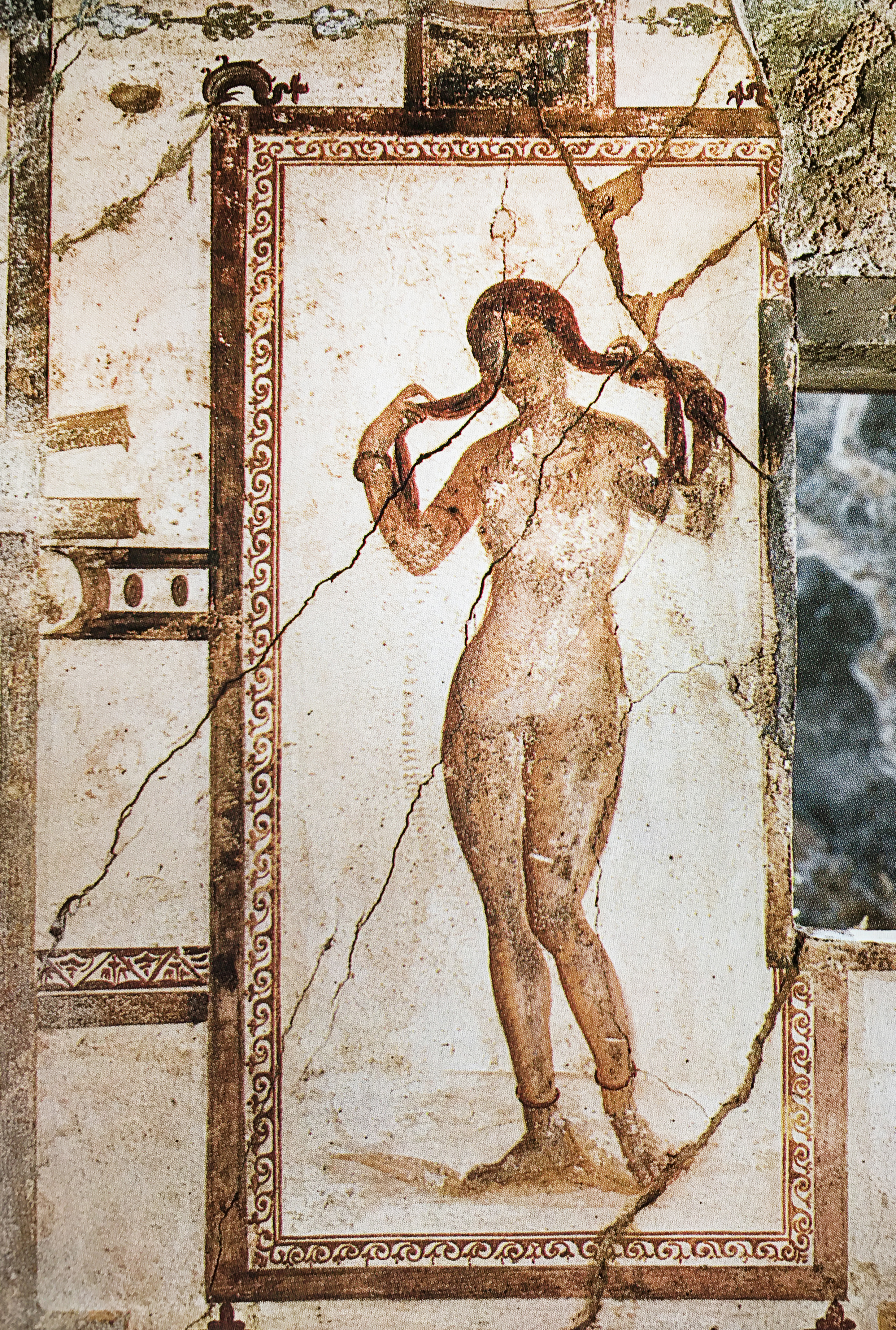
Venus
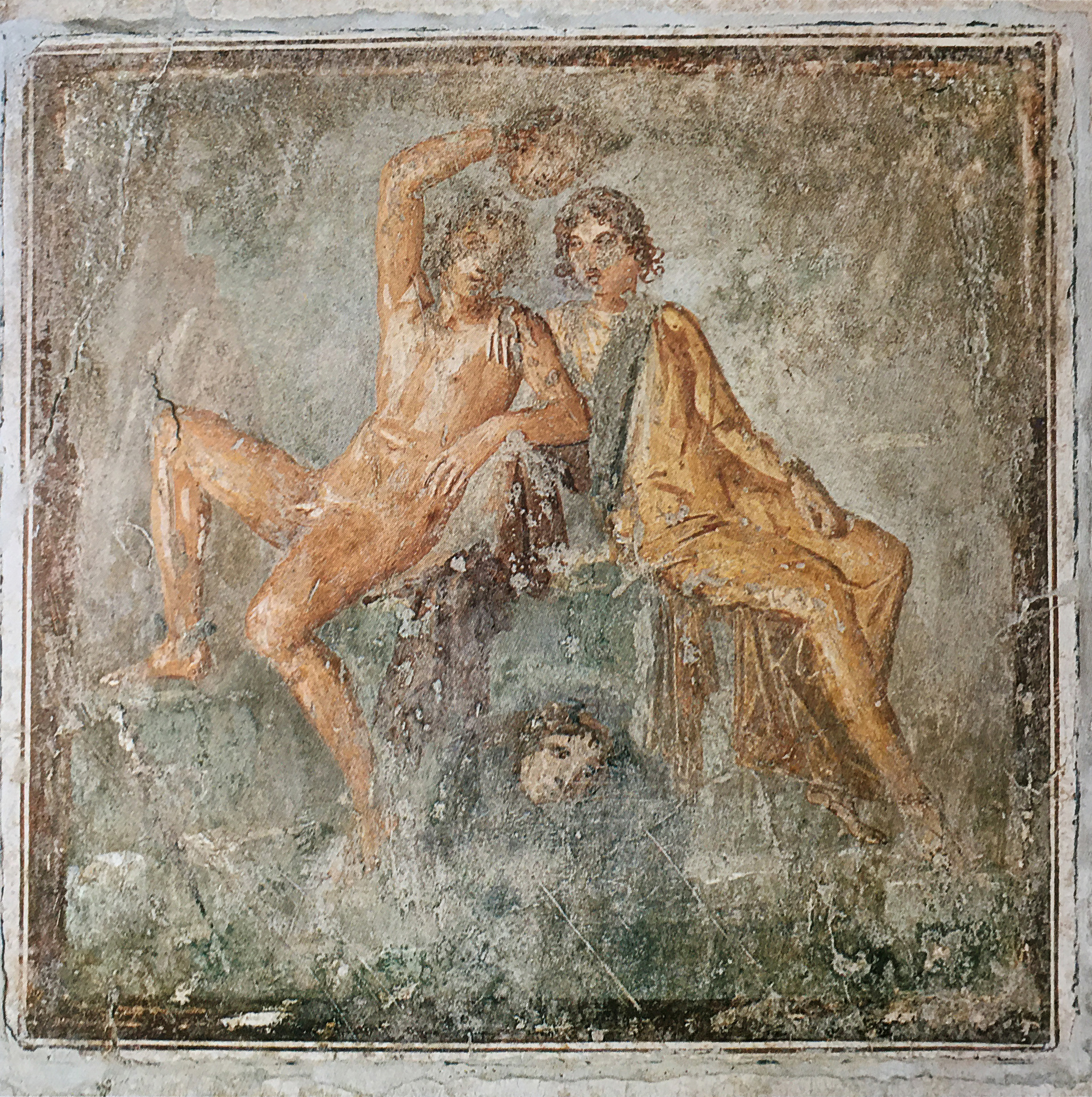
Perseus und Andromeda